# 带水佬
带水佬，又称“引水佬”、“八爪佬”，是广州地区在1949年中华人民共和国成立前对引航员的称谓。带水佬在现代引航员从业之前，曾在广州的航运事业里发挥过重要作用。

## 历史
从现存资料看，带水佬的从业历史可从鸦片战争开始前算起。乾隆二十二年（1757年）至鸦片战争前的80多年里，清政府仅指定广州一地为通商口岸。外国商船为进入珠江口岸，必须寻找熟悉航道的当地渔民带路。这些渔民及其后人后来就成了带水佬。
带水佬需要多年经验，且“只传子侄，不传女，不传外人”，后来就形成了李、邓、黄、张四个姓氏的带水佬家族，垄断了广州地区的带水佬行业。鸦片战争后，《南京条约》、《虎门条约》等一系列条约使中国逐渐丧失了海关权、航运权和引航权，上海、宁波等各大港口的船舶引航由外国人把持，如英国皇家海军学校等外国机构开始在中国的其它港口勘测水道。但广州的带水佬依然控制着带水行业，珠江的航道很多地方没有人工航标，也没有完整的海图，直到1949年。
抗日战争时，1938年10月广州沦陷后，往来广州的轮船全部停航，带水佬全行业失业。
1949年中华人民共和国成立后，广州的引水业务由广州港务局统管，此前的20多名带水佬全部转为国家工作人员，他们收取的每月薪金最高396元，相当于当时国家领导的工资。他们有自己的制服，肩上有罗经徽记和代表船长级别的四道横杠肩章。他们将自己的带水经验及水道图纸交给政府。
但在历次的政治运动中，这批带水员被当作批斗对象批斗。改革开放后，领航员多由经过新式训练的航海人员担任。

## 职业特点
外国轮船到达珠江口后，派人到“带水佬”的聚居点请人“带水”。带水佬全家老小撑小艇带着客人回到轮船，然后将轮船带领到广州黄埔港及洲头咀码头，待其装卸货物结束后，将轮船带回香港、澳门并收取酬劳。此外往来广州与香港澳门的定期航班升昌、恒昌、海刚等的客货船，也是由带水佬引路。
带水佬用自然环境来判断航道，并将其记录成口诀，在家族内传播。这样只有本族的人才知道应该怎样去带人。他们也有自己的潮汐表，并会将潮汐表记在心里，对农历每天的潮水变化完全掌握。带水佬的全副装备往往只有一条船，一个藤箧，两件替换衣服。他们每个人都有“花名”（诨号），船主也只知道他们的花名而不知道其真实姓名。
带水佬的技术只传给本家的男性后代。他们14岁左右就会被送上轮船跟随前辈学习，从“细路”（学徒）做起。师傅对他们只包食宿，不支付工资。他们之中有不少人做过舵手、大副、船长，有着丰富的航海经验。由于引水工作需要与外国人交流，家族认为其为可造之材的，甚至会筹钱给他去香港学习英语。因此带水佬虽然学历不高，人人都会说英语。这些学徒人手一册“联盛引水工会”（下面会提及这个工会）的成绩册，每次航行完成后，船长会在册子上加意见。经过多年的磨练，加上工会对其工作能力的承认，这名学徒才能获得引水员资格证。带水佬往往在年轻的时候就掌握带水技能。曾有父子二人出行带水，父亲病重入院，十多岁的儿子在台风的情况下将轮船带回港口的记录。
广州市海珠区的宝恕四巷过去曾叫“带水街”，很多带水佬住在这里。另外广州革新路附近的凤安涌两岸、长洲岛旁的深井岛都是带水佬的聚居点。为方便生意往来，带水佬在香港、澳门设有临时居住点。在香港是大铲岛和后来的垃圾尾岛。在澳门李氏家族的带水佬住在十月初五街和壕江交通码头的金星艇上。

## 生活习惯
带水佬收入颇高，家中多有两个以上的配偶。当带水佬身故时家族其他人会合力照顾他的家人。
带水佬都信奉鬼神，每家均有拜神的习惯。遇上天气突变，他们会烧纸钱求龙王保佑。他们也因应职业之便，会在带水时顺便走私货物。

## 组织架构
带水佬有家族式的“职盛引水工会”，受粤海关直接管理，协调行业发展。联盛引水工会的公章分成四瓣，李、邓、黄、张四个家族各持一瓣，四者一同盖章方才有效。工会垄断了（广东）省、（香）港、澳（门）的引航权，并阻止外姓人加入。中华人民共和国成立后该组织被政府解散。